# Cable
Cable (Nathan Summers) é um personal fictício do Universo Marvel, que aparece normalmente em associação com os X-Men. O personagem primeiro apareceu como um bebê em 1986 na revista The Uncanny X-Men #201, escrita por Chris Claremont, e foi reapresentado como Cable em The New Mutants #87, de 1990, escrita por Louise Simonson e Rob Liefeld.
Cable é o filho de Scott Summers, o Ciclope, com Madelyne Pryor, a clone de Jean Grey, que após ser transportado para o futuro foi treinado para se tornar um supersoldado mutante. Graças a testes de laboratório, Cable tem habilidades mutantes de telepatia e telecinese, mas também foi aperfeiçoado com diversos implantes cibernéticos, mais notavelmente o olho direito que brilha. Seu braço metálico é originário de um tecno-virus, que ele conseguiu controlar devido ao seu poder de telecinese.
Josh Brolin interpreta Cable no filme Deadpool 2, de 2018.

## Criação
Entre 1985 e 1986, Chris Claremont revelou que a amante de Ciclope Madelyne Pryor (mais tarde revelada como clone da ex-mulher de Scott, Jean Grey), estava grávida, e após um parto prematuro deu a luz a um bebê batizado como Nathan.

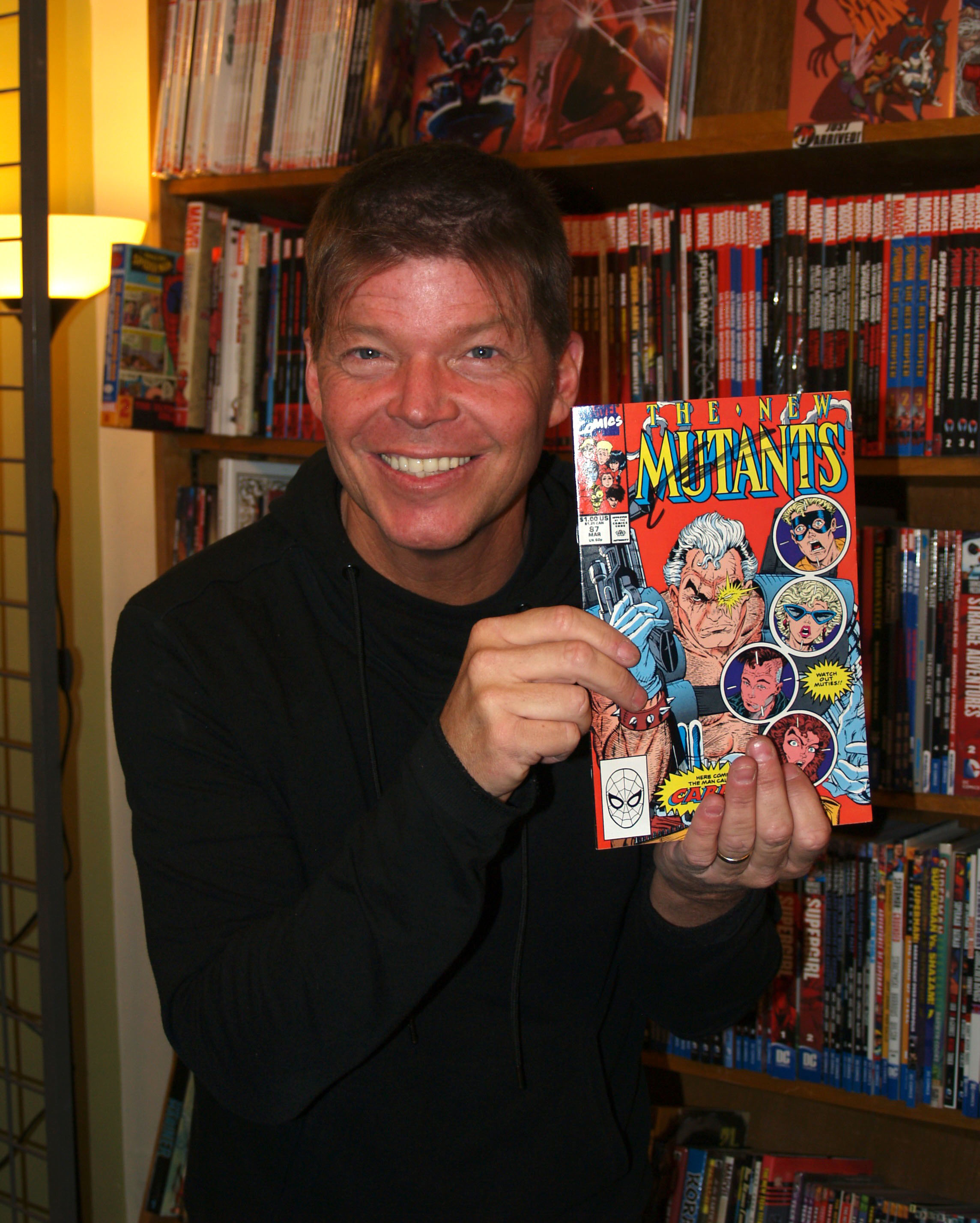
O co-criador de Cable, Rob Liefeld, segura a revista em que o personagem surgiu.

Cable foi introduzido na revista The New Mutants em 1990. O editor Bob Harras queria um líder para a equipe diferente do Professor X dos X-Men, e a roteirista Louise Simonson pensou em um personagem militar. Designado para desenvolver a ideia de um "homem de ação" que seria o oposto de Xavier, o artista Rob Liefeld transformou o "Comandante X" de Louise no musculoso e armado mutante que Liefeld batizaria de Cable. O olho e braço biônicos foi possivelmente sugestão de Harras, enquanto Liefled e Simonson pensaram separadamente no fato deste ser um viajante do tempo. Em 1991, a equipe do título X-Force, Jim Lee e Whilce Portacio, decidiu que Nathan Summers viajaria para o futuro para se transformar em Cable. Liefeld, que concebera que Cable e seu arquiinimigo Stryfe eram a mesma pessoa, inicialmente opôs-se à ideia (Stryfe foi mais tarde revelado como clone de Cable).

## Biografia fictícia
Nathan Summers foi parte de um plano do Senhor Sinistro para deter o supervilão Apocalipse, no qual ele criou um clone de Jean Grey, Madelyne Pryor, e a fez ter um filho com o líder dos X-Men Scott Summers, o Ciclope. Apocalipse infectou Cable com um vírus artificial incurável, que forçou Ciclope a aceitar uma proposta da líder do Clã Askani para mandar Nathan para o futuro, onde poderia ser curado. A infecção acabou com metade do corpo de Nathan, substituído por implantes cibernéticos. Já adulto e extensivamente treinado, Cable passou a viajar no tempo para deter Apocalipse, passando pelo Egito antigo antes de chegar ao século XX dos X-Men. Lá se tornou líder dos times Novos Mutantes e X-Force. Em certo ponto, Cable se tornou mercenário parceiro de Deadpool, com sua personalidade séria sendo grande contraste para o brincalhão "Mercenário Tagarela".

## Em outras mídias

### Cinema
- Cable aparece em Deadpool 2 (2018), interpretado por Josh Brolin.

### Séries de televisão
- Cable aparece em X-Men: The Animated Series (1994) e X-Men '97 (2024), interpretado por Chris Potter.